# Gaius Lusius Sparsus
Gaius Lusius Sparsus war ein im 2. Jahrhundert n. Chr. lebender römischer Politiker.
Durch ein Militärdiplom, das auf den 13. Dezember 156 datiert ist, ist belegt, dass Sparsus 156 zusammen mit Quintus Canusius Praenestinus Suffektkonsul war; die beiden Konsuln traten ihr Amt vermutlich am 1. November des Jahres an.